# Alexandro-Newski (Rjasan)
Alexandro-Newski (russisch Алекса́ндро-Не́вский) ist eine Siedlung städtischen Typs in der Oblast Rjasan in Russland mit 4013 Einwohnern (Stand 14. Oktober 2010).

## Geographie
Der Ort liegt etwa 130 km Luftlinie südsüdöstlich des Oblastverwaltungszentrums Rjasan gut 10 km von der Grenze zu den Oblasten Lipezk und Tambow entfernt. Er befindet sich unweit des linken Ufers der Chupta, eines rechten Nebenflusses der Ranowa.
Alexandro-Newski ist Verwaltungszentrum des Rajons Alexandro-Newski sowie Sitz und einzige Ortschaft der Stadtgemeinde Alexandro-Newskoje gorodskoje posselenije.

## Geschichte
Der Ort entstand ab 1866 im Zusammenhang mit der Errichtung einer Station an der neuen Eisenbahnstrecke Rjasan – Koslow (heute Mitschurinsk). Die Station hieß zunächst Ranenburg, da sie zu diesem Zeitpunkt der 30 km in südwestlicher Richtung entfernten Stadt Ranenburg (heute Tschaplygin) am nächsten lag. Nachdem die Stadt 1890 direkten Bahnanschluss erhalten hatte, wurde die ursprüngliche Station Ranenburg in Alexandro-Newskaja umbenannt, nach dem Nationalhelden Alexander Newski. Die Stationssiedlung gehörte zum Ujesd Ranenburg des Gouvernements Rjasan.
Am 12. Juli 1929 wurde Alexandro-Newski Verwaltungssitz eines neu geschaffenen, zunächst nach ihm benannten Rajons, der aber bereits am 23. Dezember 1929 die Bezeichnung Nowoderewenski erhielt (rückbenannt am 18. Juni 2012). Seit 4. Juli 1945 besitzt Alexandro-Newski den Status einer Siedlung städtischen Typs.

### Bevölkerungsentwicklung
| Jahr | Einwohner |
| ---- | --------- |
| 1905 | 470       |
| 1939 | 3688      |
| 1959 | 3954      |
| 1970 | 4771      |
| 1979 | 4256      |
| 1989 | 4447      |
| 2002 | 4133      |
| 2010 | 4013      |

Anmerkung: ab 1939 Volkszählungsdaten

## Verkehr
In der Siedlung befindet sich der Bahnhof Alexandro-Newskaja bei Kilometer 339 der auf diesem Abschnitt 1866 durchgängig eröffneten Eisenbahnstrecke Moskau – Rjasan – Tambow – Saratow.
Einige Kilometer westlich von Alexandro-Newski verläuft die föderale Fernstraße R22 Kaspi von Kaschira bei Moskau nach Astrachan. Sie wird dort von einer durch die Siedlung führenden Regionalstraße (ehemals R126) gekreuzt, die von der Grenze der Oblast Lipezk aus Richtung Jefremow – Dankow – Tschaplygin kommend weiter entlang der Bahnstrecke über Rjaschsk nach Rjasan folgt.